# سفارة الجزائر في بولندا
سفارة الجزائر في بولندا هي أرفع تمثيل دبلوماسي لدولة الجزائر لدى بولندا. تقع السفارة في وهي تهدف لتعزيز المصالح الجزائرية في بولندا.

## وصلات خارجية
- الموقع الرسمي
- قائمة سفارات الجزائر
- قائمة السفارات في بولندا